# Aseraggodes whitakeri
Aseraggodes whitakeri es una especie de pez de la familia Soleidae en el orden de los Pleuronectiformes.

## Distribución geográfica
Se encuentran en las Islas de la Sociedad y las Islas Marshall.